# Leoncio Alegría
Leoncio Alegría (Cartagena, Bolívar, Colombia; 5 de enero de 1981) es un exfutbolista colombiano. Jugaba de mediocampista y su último equipo fue el Real Cartagena de Colombia.

## Clubes
| Club           | País     | Año         |
| -------------- | -------- | ----------- |
| Real Cartagena | Colombia | 2005 - 2007 |
| Boyacá Chicó   | Colombia | 2008        |
| Real Cartagena | Colombia | 2008 - 2010 |

## Palmarés

### Campeonatos nacionales
| Título          | Club           | País     | Año  |
| --------------- | -------------- | -------- | ---- |
| Torneo Apertura | Boyacá Chicó   | Colombia | 2008 |
| Primera B       | Real Cartagena | Colombia | 2008 |